# Championnats d'Amérique du Sud juniors d'athlétisme 2002
Navigation
Championnats d'Amérique du Sud juniors 2001 Championnats d'Amérique du Sud juniors 2003
La 34e édition des Championnats d'Amérique du Sud juniors d'athlétisme s'est déroulée au Estádio Olímpico do Pará à Belém, du 1er au 3 août 2002 en conjonction avec les 7e Jeux sud-américains (ODESUR). Les athlètes des Antilles néerlandaises ont participé uniquement pour les Jeux et étaient considérés comme invités à ces Championnats.

## Résultats

### Hommes
| Épreuves                   | Or                                                                  | Or                | Argent                                                           | Argent            | Bronze                                                                           | Bronze            |
| -------------------------- | ------------------------------------------------------------------- | ----------------- | ---------------------------------------------------------------- | ----------------- | -------------------------------------------------------------------------------- | ----------------- |
| 100 mètres (0,8 m/s)       | Bruno Pacheco Brésil                                                | 10 s 50           | Eliezer de Almeida Brésil                                        | 10 s 60           | Pablo Colville Chili                                                             | 10 s 77           |
| 200 mètres (1,1 m/s)       | Bruno Pacheco Brésil                                                | 20 s 54           | Jorge Sena Brésil                                                | 21 s 18           | Kael Becerra Chili                                                               | 21 s 46           |
| 400 mètres                 | Luís Ambrósio Brésil                                                | 46 s 51           | Luis Luna Venezuela                                              | 46 s 82           | Andrés Silva Uruguay                                                             | 47 s 50           |
| 800 mètres                 | Cristián Matute Équateur                                            | 1 min 50 s 99     | Tai Payne Guyana                                                 | 1 min 51 s 05     | Thiago Chyaromont Brésil                                                         | 1 min 51 s 66     |
| 1 500 mètres               | Clayton Aguiar Brésil                                               | 3 min 53 s 48     | Nico Herrera Venezuela                                           | 3 min 55 s 67     | Alex Lopes Brésil                                                                | 3 min 55 s 68     |
| 5 000 mètres               | Fernando Fernandes Brésil                                           | 14 min 13 s 29    | Franck de Almeida Brésil                                         | 14 min 14 s 18    | Deivis Sánchez Venezuela                                                         | 14 min 53 s 51    |
| 10 000 mètres              | Franck de Almeida Brésil                                            | 29 min 39 s 25    | Deivis Sánchez Venezuela                                         | 31 min 22 s 78    | Gilialdo Koball Brésil                                                           | 31 min 38 s 64    |
| 3 000 mètres steeple       | Fernando Fernandes Brésil                                           | 8 min 59 s 76     | Diego Moreno Pérou                                               | 9 min 08 s 34     | Rodolfo Hass Brésil                                                              | 9 min 20 s 70     |
| 110 mètres haies (1,5 m/s) | Thiago Dias Brésil                                                  | 13 s 94           | Leandro Peyrano Argentine                                        | 15 s 03           | Cristóbal Lyon Chili                                                             | 15 s 34           |
| 400 mètres haies           | Raphael Fernandes Brésil                                            | 52 s 85           | Daivison da Silva Brésil                                         | 53 s 31           | Pablo Schilling Chili                                                            | 53 s 52           |
| Saut en hauteur            | Fábio Baptista Brésil                                               | 2,07 m            | Luis Conde Venezuela                                             | 2,04 m            | Francisco Tamariz Équateur                                                       | 2,01 m            |
| Saut à la perche           | Fábio da Silva Brésil                                               | 5,10 m            | José Francisco Nava Chili                                        | 4,90 m            | Daniel Gabriel Brésil                                                            | 4,60 m            |
| Saut en longueur           | Thiago Dias Brésil                                                  | 7,92 m (0,6 m/s)  | Marcos Trivelato Brésil                                          | 7,30 m (0,7 m/s)  | Luis Tristán Pérou                                                               | 7,20 m (0,5 m/s)  |
| Triple saut                | Leonardo dos Santos Brésil                                          | 15,97 m (0,1 m/s) | Thiago Dias Brésil                                               | 15,55 m (1,8 m/s) | Francisco Castro Chili                                                           | 14,48 m (0,5 m/s) |
| Lancer du poids            | Gustavo de Mendonça Brésil                                          | 17,71 m           | Germán Lauro Argentine                                           | 17,56 m           | Juan Jaramillo Venezuela                                                         | 17,26 m           |
| Lancer du disque           | Gustavo de Mendonça Brésil                                          | 52,78 m           | Germán Lauro Argentine                                           | 52,44 m           | Reginaldo Diógenes Brésil                                                        | 49,33 m           |
| Lancer du marteau          | Fabián Di Paolo Argentine                                           | 73,69 m           | Roberto Sáez Chili                                               | 68,93 m           | Wagner Domingos Brésil                                                           | 65,15 m           |
| Lancer du javelot          | Júlio César de Oliveira Brésil                                      | 63,49 m           | Marcelo Junckes Brésil                                           | 61,42 m           | José Palma Venezuela                                                             | 59,00 m           |
| Décathlon                  | Fagner Martins Brésil                                               | 6 626 pts         | Randy Gutiérrez Venezuela                                        | 6 329 pts         | Alcino dos Santos Brésil                                                         | 6 208 pts         |
| 10 km marche               | Rafael Duarte Brésil                                                | 43 min 11 s 39    | Andrés Chocho Équateur                                           | 44 min 36 s 81    | Carlos Borgoño Chili                                                             | 45 min 56 s 57    |
| Relais 4 × 100 mètres      | Brésil Bruno Pacheco Eliezer de Almeida Jorge Sena Bruno Góes       | 39 s 64           | Chili Pablo Colville Diego Valdés Kael Becerra Nicolás Sepúlveda | 41 s 22           | Argentine Federico Satler José Manuel Garaventa Pablo Heredia Sebastián Lasquera | 41 s 45           |
| Relais 4 × 400 mètres      | Brésil Diego Venâncio Luís Ambrósio Thiago Chyaromont Luiz da Silva | 3 min 6 s 68      | Venezuela Nico Herrera Luis Luna Arnold Amaya José Acevedo       | 3 min 11 s 20     | Argentine Sebastián Lasquera Leandro Peyrano José Ignacio Pignataro Matías López | 3 min 14 s 16     |